# Canal Wide
El canal Wide está situada en el océano Pacífico en la región austral de Chile, al sur del golfo de Penas, es uno de los canales patagónicos principales, longitudinales, de la Patagonia chilena. 
Administrativamente pertenece a la provincia Última Esperanza de la XII Región de Magallanes y la Antártica Chilena.
Desde hace aproximadamente 6.000 años sus costas fueron habitadas por el pueblo kawésqar.  A comienzos del siglo XXI este pueblo había sido prácticamente extinguido por la acción del hombre blanco.

## Recorrido
Es la continuación hacia el sur del canal principal. Comienza unas 4 millas al sur de isla Saumarez (49°42′00″S 74°21′00″O / -49.70000, -74.35000)   hasta la punta Brazo Ancho, extremo NE de la isla Madre de Dios, punto de encuentro con los canales Concepción y Trinidad  (50°08′00″S 74°42′00″O / -50.13333, -74.70000),
De dirección general S-SW, discurre entre la costa suroriental de la isla Wellington y un tramo de la costa continental, el de la península Wilcok. Tiene una longitud de 32 millas.
Ambas riberas del canal son abruptas y montañosas. Hacia el continente se abren varios senos (Europa y Penguin) que al fondo tienen lindos ventisqueros que provienen del inmenso Campo de Hielo Sur.
Las corrientes de marea son débiles y regulares. Ellas arrastran los témpanos a la deriva que bajan de los ventisqueros, especialmente en otoño e invierno. Estos témpanos representan un peligro para la navegación de este canal, especialmente de noche.

## Geología y orografía
Son una sucesión de tierras altas y barrancosas con numerosas cumbres y promontorios muy parecidos entre sí. Sus cabos y puntas terminan en forma abrupta. Lo anterior, unido al silencio y soledad del entorno hacen de estas islas y canales una de las regiones más bellas del planeta. 
Las costas son acantiladas y sus canales, en general son limpios y abiertos, donde hay escollos estos están invariablemente marcados por sargazos.
Existen alturas bastante notables que sirven para reconocer la entrada a los diferentes senos, canales o bahías. Estas están claramente indicadas en las respectivas cartas y derroteros de la región. 
En el pasado se produjo un hundimiento del territorio provocado por el encuentro, frente a la península de Taitao, de tres placas tectónicas: la de Nazca y la Antártica que se mueven hacia el este, y la Sudamericana que se desplaza hacia el oeste. Esta situación ocasionó un notorio hundimiento del borde de la placa Sudamericana bajando los suelos a su nivel actual, lo que se puede comprobar por la fragmentación del territorio y la penetración del mar en los lugares hundidos, surgiendo gran cantidad de islas.
Data de la época terciaria; y es producto de la misma causa geológica que  hizo aparecer primero la cordillera de la Costa y luego la de los Andes. En la edad glacial, tomó su aspecto actual siendo la continuación hacia el sur de la cordillera de la Costa.
Es de origen ígneo por la clase de roca que lo constituye y por su relieve áspero e irregular, característico de las cadenas de erupción.

## Climatología
La región es afectada continuamente por vientos del oeste y por el paso frecuente de sistemas frontales. Estos sistemas frontales se generan en la latitud 60° S, zona en la que confluyen masas de aire subtropical y masas de aire polar creando un cinturón de bajas presiones que forma los sistemas frontales.
Esta área tiene un clima que se conoce como “templado frío lluviosos” que se extiende desde la parte sur de la X Región de Los Lagos hasta el estrecho de Magallanes. Aquí se registran las máximas cantidades de precipitaciones, en isla Guarello se han alcanzado hasta 9000 mm anuales.
La nubosidad atmosférica es alta, los días despejados son escasos. La amplitud térmica es reducida, la oscilación anual es de aproximadamente 4 °C con una temperatura media de 9 °C. Precipita durante todo el año siendo más lluvioso hacia el otoño.
Existen solo dos estaciones: verano e invierno. El verano comienza en septiembre y los vientos empiezan a rondan del NW al SW. Los días comienza a ser más largos y en octubre pueden haber algunos días despejados. En los meses de diciembre, enero y febrero los vientos ya soplan casi exclusivamente del SW con gran intensidad.
Las lluvias, en esta estación, son frecuentes pero no tan persistentes como en el invierno y se presentan bajo la forma de fuertes y copiosos chubascos. La mejor época del año es la que va de febrero a abril. En mayo se observan bravezas de mar que traen mucha marejada. En mayo caen las primeras nevazones las que continúan durante todo el invierno. Las nevazones a veces son tan espesas que la visibilidad se ve reducida a no más de 100 metros. El viento ha rondado al NW. Los meses de junio y julio se consideran los peores del año. El mal tiempo es el estado normal de la región, el buen tiempo es un accidente transitorio
En la mayoría de los senos, esteros y canales las tierras altas hacen cambiar la dirección del viento verdadero. El viento tiende a soplar a lo largo de los canales, siguiendo su dirección y hacia abajo en los valles.
En los puertos y fondeaderos que se encuentran a sotavento de las tierras altas, cuando los chubascos que soplan por lo alto encuentran quebradas o valles, bajan por ellos en forma repentina y violenta, a estos chubascos se les conoce como “williwaws”.
El viento dominante en toda la zona según el mes es: enero del NW – febrero del W – marzo y abril del W – mayo ronda al S – junio cambia al SW – julio y agosto entre el W al SW – septiembre del E y del N – octubre del W – noviembre del W al NW y en diciembre del WNW.

## Flora y fauna
En las laderas y hondonadas de los cerros crece un bosque tupido que se afirma en los intersticios de las rocas, los árboles se entrelazan unos con otros. Normalmente no se desarrollan sobre los 50 metros sobre el nivel del mar, pero donde está resguardado del viento dominante sube hasta los 200 y 300 metros sobre dicho nivel. Sobre la roca desnuda se observa una formación esponjosa sobre la cual crecen líquenes y musgos desde los cuales surge el agua a la menor presión que se ejerza sobre su superficie. Algunos árboles son el haya, el tepú y el canelo.
El reino animal es muy reducido, se pueden encontrar el zorro y algunos roedores. Hay lobos y nutrias. Entre las aves terrestres y acuáticas podemos encontrar el martín pescador, el tordo, el zorzal, el cisne, el pato, el pingüino, el canquén, la gaviota y el quetro o pato a vapor. Entre los peces se encuentran el róbalo, el pejerrey, el blanquillo y la vieja. Entre los mariscos hay centollas, jaibas, erizos y choros

## Producción

### Producción minera
Solo se han encontrado minerales de piedra caliza en la isla Guarello el que es extraído y embarcado por la Compañía de Acero del Pacífico y de mármol en la isla Diego de Almagro.

### Producción ganadera
El seno Última Esperanza por la buena calidad de sus pastos es la única parte de esta región donde se ha desarrollado con excelente resultado la crianza de ganado ovejuno, lo que ha originado industrias de carnes frigorizadas, graserías y exportación de lanas.

## Historia
A contar de 1520, con el descubrimiento del estrecho de Magallanes, pocas regiones han sido tan exploradas como la de los canales patagónicos. En las cartas antiguas la región de la Patagonia, entre los paralelos 48° y 50° Sur, aparecía ocupada casi exclusivamente por una gran isla denominada “Campana” separada del continente por el “canal de la nación Calén”, nación que se supuso existió hasta el siglo XVIII entre los paralelos 48° y 49° de latitud sur.
Desde mediados del siglo XX esos canales son recorridos con seguridad por grandes naves de todas las naciones, gracias a los numerosos reconocimientos y trabajos hidrográficos efectuados en esas peligrosas costas.
Por más de 6.000 años estos canales y sus costas han sido recorridas por los kawésqar, indígenas, nómades canoeros. Hay dos hipótesis sobre su llegada a los lugares de poblamiento. Una, que procedían del norte siguiendo la ruta de los canales chilotes y que atravesaron hacia el sur cruzando el istmo de Ofqui. La otra es que procedían desde el sur y que a través de un proceso de colonización y transformación de poblaciones cazadoras terrestres, procedentes de la Patagonia Oriental, poblaron las islas del estrecho de Magallanes y subieron por los canales patagónicos hasta el golfo de Penas. A comienzos del siglo XXI este pueblo había sido prácticamente aniquilado por la acción del hombre blanco.

## Descripción costa este

### Estero Ringdove
Mapa del estero
Abre 1¼ nmi al SE del cabo Holland. Su boca tiene 1½ nmi de ancho entre las puntas Ruca y Hyacinth. Inicialmente tiene dirección NE hasta la isla Herminia, punto en el gira hacia el este y se extiende por 6 nmi al final de la cual se divide en dos brazos pequeños. Unas 3 nmi al este de la punta Hyacinth se eleva el monte O'Higgins de 869 metros. Cerca de la punta Hyacinth hacia el SE y en lado sur del seno se forman las caletas Richmond y Chacabuco.

### Caleta Richmond
Mapa de la caleta
Se encuentra en la costa SW del estero Ringdove y a 7 cables al SE de la punta Hyacinth. Un buque pequeño puede encontrar fondeadero entre 21 y 32 metros de agua con fondo de fango. Sus coordenadas según el Derrotero son: L:49°49’30” S. G:74°18’30” W.

### Caleta Chacabuco
Mapa de la caleta
Sus coordenadas según el Derrotero son: L:49°48’00” S. G:74°18’00” W. Situada en la costa Sw del estero Ringdove inmediatamente al sureste de la caleta Richmond. Ofrece un buen fondeadero protegido de los vientos reinantes en 27 a 45 metros con fondo de fango. En su costa hay leña en abundancia y se puede hacer agua en varias cascadas del monte O'Higgins. En una de las islas de su lado norte hay un poste con un letrero. Hay que tener precaución con los bajos fondos porque, a diferencia del resto, aquí no están señalizados por sargazos.

### Seno Penguin
Mapa del seno
Abre sobre la costa continental entre las punta Wilmot y Leith. Tiene 19 nmi de largo. Su boca está prácticamente bloqueada por islotes y rocas. Durante prácticamente todo el año, aun en verano, está cubierto de témpanos flotantes que provienen del Campo de Hielo Sur.

### Seno Europa
Mapa del seno
Localizado al sur del estero Penguin. Su boca tiene 3¼ nmi de ancho, la punta Conolly limita la boca por el sur. Se interna en el continente por 28 nmi en dirección general SE hasta topar con el Campo de Hielo Sur.

### Estero Lecky
Mapa del estero
Abre al sur de la punta Squire. Tiene una boca de 1½ nmi de ancho. Se interna en el continente hacia el NE por 6 nmi y luego otras 3 nmi hacia al este. Puede ser identificado por un cerro cónico de 243 metros de alto situado en su lado norte, a 1¼ nmi de la punta Squire. No tiene ningún fondeadero apto para naves.

## Descripción costa oeste

### Islotes Dutton
Mapa de los islotes
Situados 2 nmi al SSE de los islotes Marie y muy cerca de la costa de la isla Wellington. Todo su contorno es sucio. A la cuadra de ellos se localiza el encuentro de los canales Escape e Icy cuya continuación hacia el sur toma el nombre de canal Wide.

### Seno Antrim
Mapa del seno
Como 1 nmi al sur de la punta Beresford se ubica la boca del seno que se interna en la costa de la isla Wellington en dirección NW por unas 4 nmi, punto en el que gira hacia el W y se estrecha permitiendo solo el paso de botes hacia el seno interior. En la costa sur del seno y en el lugar en que gira hacia el W se encuentra la caleta Elena.

### Caleta Elena
Mapa de la caleta
Situada en: L:49°45’00” S. G:74°29’00” W. según el Derrotero. Ubicada al fondo del seno Antrim. 
Su acceso es profundo y la caleta muy abrigada. Se puede fondear en 25 metros de agua entre las puntas Gato y Choros.

### Caleta Sandy
Mapa de la caleta
Sus coordenadas según el Derrotero son: L:49°47’00” S. G:74°24’00” W. Localizada ½ nmi al sur de la entrada al seno Antrim. Se puede fondear en 14 metros de agua muy cerca de la costa por lo que no es recomendable. Su boca tiene 2 cables de ancho y su saco 1½ cables.

### Paso Brassey
Mapa del paso
Fluye entre el extremo SE de la isla Wellington y el lado norte de la isla Tópar. Tiene 2 nmi de ancho medio y un largo de 8 nmi comunicando el extremo SW del canal Trinidad con el canal Wide. Es profundo y no presenta peligros a la navegación. La corriente de flujo se dirige hacia el este y la de reflujo hacia el oeste. En los equinoccios la corriente tira 1½ nmi por hora.

### Isla Tópar
Mapa de la isla
Situada 1½ nmi al SSW del cabo Somerset de la isla Wellington. Tiene una altura de 658 metros con su cumbre de roca desnuda y plana. Es boscosa hasta los 240 metros de alto. A media milla de su costa sureste se encuentran los islotes Moreton que marcan el extremo sur del canal Wide e inicio del canal Concepción. En su extremo NE, en la punta Sunbeam, hay instalado un faro automático. Sus costas están libres de arrecifes.